# Atelier de creation radiophonique
L'Atelier de création radiophonique (ACR) és un programa de creació radiofònica de France Culture creat en 1969 per Alain Trutat. L'ACR va estar dirigit de 1969 a 2001 per René Farabet i de 2001 a 2011 per Frank Smith i Philippe Langlois que en van ser els productors i coordinadors fins que va finalitzar l'emissió sota la voluntat del director de France Culture, Olivier Poivre d'Arvor. Actualment és dirigit per Irène Omélianenko.